# Szubieniczna Góra (Pieniny)
Szubieniczna Góra (683 m) – szczyt w południowych stokach Pienin Spiskich, we wsi Łapsze Niżne w województwie małopolskim, w powiecie nowotarskim, w gminie Łapsze Niżne.
Szubieniczna Góra znajduje się na południowo-wschodnim grzbiecie szczytu Szumne, który poprzez Dziurawe, Ostrą Górę i Szubieniczną Górę opada do doliny Łapszanki. Wschodni stok Szubienicznej  Góry opada do Złotego Potoku, zachodni do drugiego, bezimiennego dopływu Łapszanki. Jest bezleśna, pokryta polami uprawnymi. Nazwa szczytu związana jest z jakimś wydarzeniem z przeszłości. Nie prowadzi przez nią żaden szlak turystyczny, ale od głównej szosy przez Łapsze Niżne wiodą na nią dwie gruntowe drogi.